# Скотт Бреннан
Скотт Бреннан  (англ. Scott Brennan, 9 січня 1983) — австралійський веслувальник, олімпійський чемпіон.

## Виступи на Олімпіадах
| Олімпіада  | Дисципліна     | Місце |
| ---------- | -------------- | ----- |
| Афіни 2004 | четвірка парна | 7     |
| Пекін 2008 | двійка парна   | 1     |